# Beacon Explorer A
Beacon Explorer A (BE-A), Explorer S-66 – niedoszły amerykański satelita programu Explorer. Ważący 54 kg statek miał zostać wyniesiony w kosmos rakietą Thor Delta B 19 marca 1964, ze stacji sił powietrznych Cape Canaveral. Z powodu za małego ciągu trzeciego stopnia satelita nie wszedł na orbitę i spłonął w atmosferze tego samego dnia. Satelita miał prowadzić badania ziemskiej magnetosfery.
Nieudany start został oznaczony w katalogach COSPAR i SATCAT, odpowiednio: 1964-F02, F00273.